# Чогьял Даго Ригдзин
Чогьял Даго Ригдзин — бутанский юрист, занимающий пост председателя Верховного суда Бутана с 2020 года. С 2023 по 2024 год Ригдзин занимал пост временного главы правительства Бутана, будучи главным советником Временного правительства после роспуска Национальной ассамблеи Бутана в рамках подготовки к выборам.
Чогьял Даго Ригдзин работает на государственной службе с июня 1990 года. С 2015 по 2020 год возглавлял Избирательную комиссию Бутана (англ. the Chief Election Commissioner of the Election Commission of Bhutan).

## Почести
- Бутан
  -  Королевский оранжевый шарф (11 июня 2020)[4].